# 奥斯卡·加西亚 (击剑运动员)
奥斯卡·加西亚（西班牙語：Oscar García，1966年12月23日—），古巴男子击剑运动员。他曾代表古巴参加1992年、1996年和2000年夏季奥林匹克运动会击剑比赛，获得一枚银牌和一枚铜牌。